# Гігієнічна гіпотеза
Гігієнічна гіпотеза — наукове припущення, що боротьба дитячого організму у ранньому віці з великою кількістю збудників хвороб, розвиває імунну систему і запобігає перебігу автоімунних хвороб.

## Огляд
Протягом людської еволюції імунна система розвивалася для боротьби з патогенами. У сучасному урбанізованому світі з розвитком гігієни людина має обмежену кількість патогенів на відміну від природного середовища, де організм мав боротися із різними збудниками. Тому імунна система фокусується на тому, щоб руйнувати сама себе. Ця гіпотеза опирається на зростання кількості хвороб, що спричинені імунним розладом (астма, екзема, алергій).
Перевірку цієї гіпотези важко зробити, оскільки разом з розвитком гігієни у людства змінилися багато інших чинників середовища, що можуть впливати на імунну систему - наприклад зростання рівня токсинів.